# Phytoseius ikeharai
Phytoseius ikeharai är en spindeldjursart som beskrevs av Ehara 1967. Phytoseius ikeharai ingår i släktet Phytoseius och familjen Phytoseiidae. Inga underarter finns listade i Catalogue of Life.